# Jaboatão dos Guararapes
Jaboatão dos Guararapes és un municipi brasiler de l'estat de Pernambuco, a la regió nord-est del país. Es troba a la Regió Metropolitana de Recife, al sud de la capital de l'estat, que es troba a uns 18 km. Ocupa una superfície de 258,7 km², amb 23,6 km² que formen el perímetre urbà i els 233,7 km² restants que formen la zona rural del municipi. Segons una estimació de l'Institut Brasiler de Geografia i Estadística (IBGE), l'any 2020 la seva població era de 706.867 habitants, el que el converteix en el segon municipi més poblat de l'estat, a més, la ciutat és el municipi més gran sense ser capital del nord-nord-est, sent també el més gran fora de l'eix Rio-São Paulo.
La seu del municipi té una temperatura mitjana anual de 24,4 °C, amb la Mata Atlàntica com a vegetació autòctona i predominant, així com alguns trams de restinga i mangles. L'any 2013, aproximadament el 97,82% de la població vivia al nucli urbà municipal, amb 114 establiments sanitaris, segons dades de 2009. El seu Índex de desenvolupament humà (IDH-M) és de 0,717, considerat mitjà i per sobre de la mitjana estatal, ocupant el cinquè lloc de el rànquing estatal.

## Toponímia

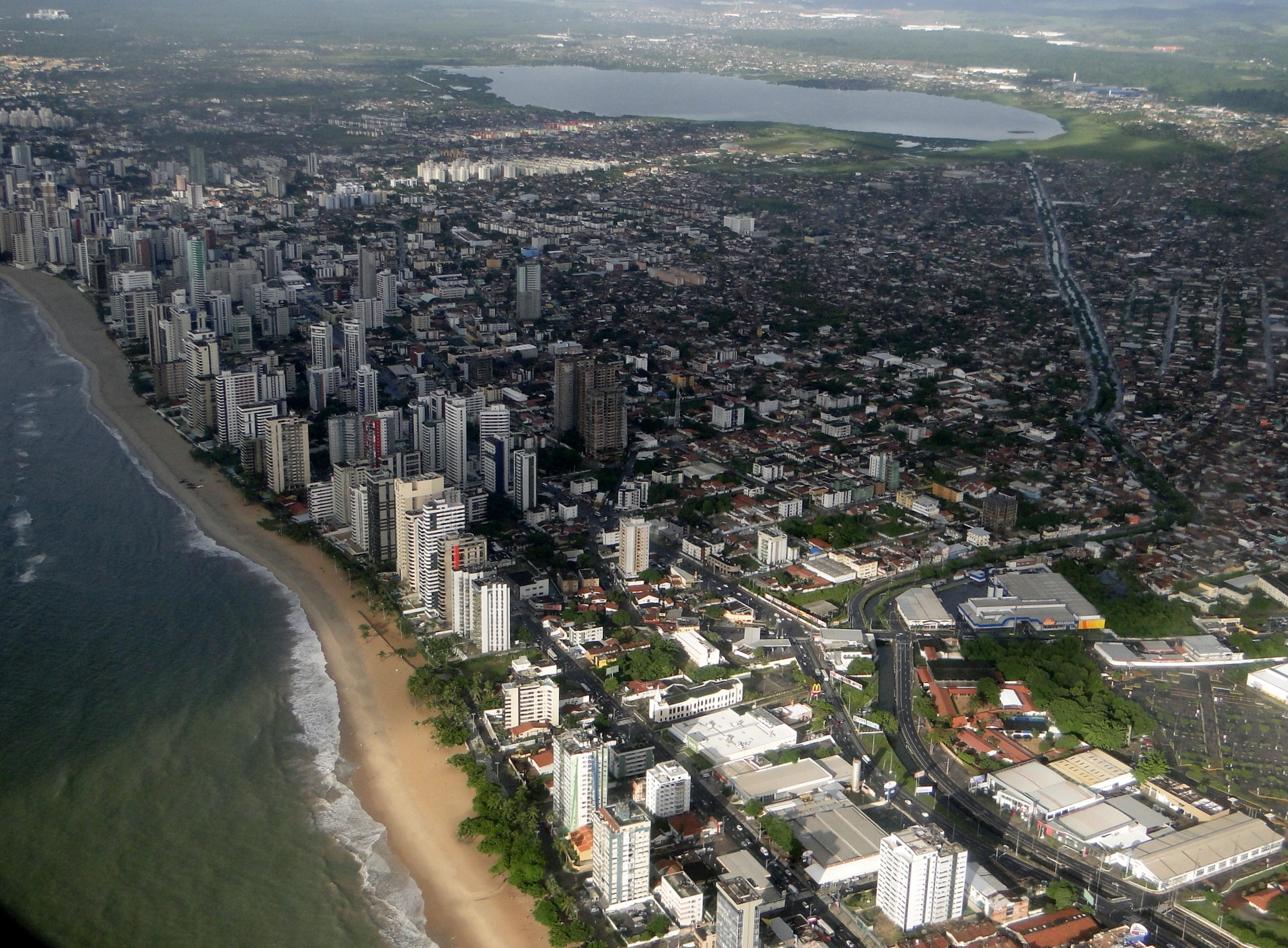
Vista aèria del municipi.

El nom "Jaboatão" vindria de l'antic tupí Yapoatan, que seria el nom que es donava a un arbre del tronc del qual es van construir pals de vaixells.

## Història
Les terres que formen l'actual territori municipal van ser atorgada per Duarte Coelho, l'any 1566, a Gaspar Alves Purga i a dona Isabel Ferreira, amb l'objectiu de desenvolupar la productivitat de les terres. En una zona d'una llegua, es va instal·lar el molí de São João Batista, que va ser venut el 1573 a Fernão Soares, l'hereva del qual, Maria Feijó, estava casada amb el portuguès Antônio Bulhões, canviant el nom del molí per Bulhões. El municipi va ser fundat amb el nom de Jaboatão el 4 de maig de 1593 per Bento Luiz de Figueirôa, el tercer propietari de l'antic Engenho São João Batista. La ciutat és coneguda com el "Bressol de la Pàtria", ja que va ser l'escenari de la Batalla de Guararapes, lliurada en dos enfrontaments, el 1648 i el 1649. En aquesta batalla, brasilers i portuguesos van expulsar els invasors holandesos del seu territori.
El 1989, el municipi va ser rebatejat com a Jaboatão dos Guararapes, en part en honor al Turó de Guararapes, on van tenir lloc, en 1648 i en 1649, dues batalles cabdals en el transcurs de la Insurrecció de Pernambuco, i també en part per a aturar diversos intents d'emancipació del districte de Prazeres. Per aquest motiu, la seu de l'ajuntament es va traslladar del centre del municipi al Districte de Prazeres, però en canviar l'emplaçament de la seu del municipi es va haver de canviar el nom; per aquest motiu, a l'antic nom del municipi es va afegir "dos Guararapes", convertint-se així en Jaboatão dos Guararapes; el mateix va passar amb la bandera, on es va afegir el text "dos Guararapes".

## Economia
Jaboatão dos Guararapes destaca per la seva indústria, que té el tercer PIB industrial més gran de Pernambuco i està situat en una regió estratègica de desenvolupament econòmic de l'estat, juntament amb les ciutats de Cabo de Santo Agostinho i Ipojuca, situades al camí entre Recife i Porto de Suape, que és el principal centre d'inversió de l'estat. El travessen les principals carreteres de l'estat, la BR-101 (de nord a sud), la BR-232 (d'est a oest) i el futur Arco Metropolitano, que té un recorregut al sud del municipi. Juntament amb altres municipis de la seva regió, Jaboatão forma part del Territori Estratègic de Suape, creat per l'Agència de Desenvolupament de Pernambuco (CONDEPE/FIDEM) per delimitar l'àrea d'influència del Complex Industrial i Portuari de Suape.